# Caulerpa taxifolia
Caulerpa taxifolia és una espècie d'alga verda de la família de les caulerpàcies, oriündes de l'oceà Índic, s'ha utilitzat com a ornamentació en aquaris a tot el món.
L'alga forma un estoló que s'estén horitzontalment just per sobre del fons marí arenós, i d'aquest "tronc" vertical creixen "fulles" amb formes similars a les falgueres. Les fulles són planes, com les del teix, d'aquí el nom de l'espècie "taxifolia" (el gènere de teix és "Taxus"). Aquesta alga produeix grans quantitats d'un producte químic que és tòxic per a peixos i altres als possibles depredadors. Això és en contrast amb altres plantes que produeixen una varietat de toxines, però en quantitats reduïdes. Una soca d'aquesta alga es trobà prosperant en ambients freds a l'aquari pel personal del Zoo Wilhelma de Stuttgart (Alemanya) el 1980. En aquest aquari al zoològic, la criança selectiva sota l'exposició a productes químics i la llum ultraviolada va fer de Caulerpa encara més resistent, i quan finalment s'alliberà al Mediterrani, es convertí en una espècie invasora que amenaçava amb d'alterar els ecosistemes per una exclusió d'altres algues no comestibles. És a la llista dels 100 espècies invasores més dolentes d'Europa.

## Infestació inicial
Es creu que aquesta alga fou alliberada accidentalment a les aigües costaneres del Mediterrani el 1984 prop del Museu Oceanogràfic de Mònaco. Es constatà que havia crescut Caulerpa que cobria 7.400 hectàrees. Una creença que va sorgir va ser la prevenció d'altres plantes de conreu, el que el sobrenom de l'"alga assassina". La planta va començar a estendre's entre els ports al llarg de la costa mediterrània. C. taxifolia s'ha descobert a les costes d'Austràlia i els Estats Units, encara que cap d'aquestes invasions han estat a l'escala amb què succeeix al Mediterrani. El biòleg marí Alexander Meinez va descobrir per primera vegada la planta al Mediterrani a la dècada de 1980, i va demanar l'ajut del Museu Oceanogràfic de Mònaco. Tanmateix, el director del museu va argumentar que aquesta invasió havia ocorregut naturalment, probablement de resultes del transport per corrents oceànics tropicals que transportaren l'alga a la zona. Les disputes sobre si l'espècie era natural o invasiva, i si el museu era el responsable del seu alliberament va contribuir a la difusió descontrolada d'aquesta alga.
El museu seguí negant que alliberà la planta, encara que l'ex-director Jacques-Yves Cousteau finalment va expressar el seu convenciment que era l'única explicació raonable. Sovint es va informar que fins a la meitat de les espècies de peixos han desaparegut de les zones on creix Caulerpa. I encara que els estudis científics han demostrat que la diversitat de peixos i la biomassa són iguals o majors a praderies Caulerpa que en els llits d'algues marines, que Caulerpa no va tenir cap efecte sobre la composició o la riquesa biològica d'espècies de peixos, i que la riquesa de plantes epífites és major en Caulerpa que en el mar d'herba, aquests estudis han estat recentment revocats. Un estudi realitzat el 2001 conclogué que les reclamacions de grans àrees cobertes s'han exagerat fins a 100 vegades la seva extensió real.

## Propagació
La soca d'aquari només es reprodueix asexualment, és a dir, vegetativament. L'anàlisi del líquid blanc viscós i elàstic de l'interior del cal·lus només conté gàmetes masculins. La taxa de creixement pot arribar a un centímetre diari. Si una petita part se separada de la resta de l'alga, aquesta petita part pot regenerar una nova alga. Les àncores dels vaixells i les xarxes de pesca poden servir com a portadors de Caulerpa i es creu que ha sigut mitjançant aquest mecanisme que l'alga s'ha dispersat als diferents punts on s'ha trobat. Per tant, aquesta alga s'ha trobat que es dispersa de la costa d'una ciutat portuària a la costa d'un altre port. Les varietats naturals es reprodueixen també sexualment. Els gàmetes són expulsats de cada sexe i es reuneixen per formar un zigot, que després passa per dos estadis larvaris abans de convertir-se en adult. Tot i això no està demostrada la reproducció sexual efectiva en l'àrea del Mediterrani.

## Altres infestacions
El 2000, la soca es va trobar a la costa de Califòrnia (EUA), prop de San Diego, i també a la costa de Nova Gal·les del Sud, Austràlia. La invasió de Califòrnia va ser prou petita com per ser considerat controlable: va ser cobert amb lona, que es va falcar amb sacs de sorra a les vores de la infestació. A continuació, s'aboca clor a través de tubs que introdueixen en certes obertures en la lona: l'interior de la lona s'omple de clor i mata els organismes vius en el seu interior, incloent l'alga assassina, sinó també els peixos i plantes. La matança dels altres organismes no era desitjable, però es va considerar preferible deixar que la mala herba creix sense control, que en el rendiment final major estralls en aquestes mateixes criatures. L'aparició de la costa de Califòrnia era molt probablement causat per un aquari propietari indegudament el contingut de dúmping, la qual cosa permet C. taxifolia va fluir a través d'una tempesta de clavegueram a la llacuna on es va descobrir la invasió. Califòrnia ha
aprovat una llei que prohibeix la possessió, venda o transport de Caulerpa taxifolia en l'estat. També hi ha una llei federal en virtut de la Llei de males herbes nocives que prohibeix la venda i el transport interestatal del cep d'aquari Caulerpa. El juliol de 2006, l'alga s'ha declarat erradicada dels dos llocs del sud de Califòrnia
(Laguna Hedionda, a Carlsbad i Seagate Laguna a Huntington).

## Possible mètode de control biològic
Investigadors de la Universitat de Niça, a França han estat estudiant un petit llimac aquàtic que se sap que és un depredador natural de C. taxifolia. Anomenada Elysia subornata, es va trobar davant les costes de Florida, en aigües més càlides que les de la Mediterrània. Aquest llimac es creu que s'alimenta exclusivament de la Caulerpa taxifolia, enganxant seva probòscide a la "tija" i succionant el líquid viscós de color blanc a l'interior de la tija. Les algues s'afebleixen, perden el color i moren. El llimac detoxifica el verí de C. taxifolia' usant un enzim que neutralitza els efectes nocius del verí. Aquests llimacs no poden sobreviure a les aigües més fresques del Mediterrani.